# Muricopsis gorii
Muricopsis gorii é uma espécie de gastrópode  da família Muricidae. É endémica de São Tomé e Príncipe na ilha de São Tomé.